# Język telugu
Język telugu (telugu తెలుగు) – język z grupy południowo-wschodniej (według Ethnologue grupy centralno-południowej) rodziny języków drawidyjskich. Ma największą liczbę użytkowników pośród języków drawidyjskich. Posługuje się nim ponad 90 mln osób, zwłaszcza mieszkańców indyjskiego stanu Andhra Pradesh, gdzie objęty jest statusem języka urzędowego. W języku tym powstają też filmy powiązane z Tollywood.
Zapisywany jest odrębnym południowoindyjskim pismem – pismo telugu. Najstarsze zabytki piśmiennictwa w tym języku pochodzą z XI wieku; współczesny język telugu rozwinął się w XIX wieku.